# Ruth Joos
Ruth Joos (Dendermonde, 10 mei 1976) is een Vlaamse radiopresentatrice.

## Biografie
Ze studeerde Germaanse Talen aan de KULeuven en studeerde af met een thesis over de poëzie van Hugues C. Pernath. Daarna studeerde ze nog twee jaar Woordkunst aan het Koninklijk Conservatorium Antwerpen en begon haar carrière bij de VRT als theaterrecensent voor Klara. Ze slaagde voor toegangsexamens van zowel Klara als Studio Brussel.

## Studio Brussel
Ze begint met nieuwslezen op Studio Brussel en werkt mee aan de De Goed Luc Show met Luc Janssen op Studio Brussel, een zoektocht naar nieuw talent voor de jongerenzender. Later is ze geregeld te horen in het middagmagazine Republica, als vervangster van Lieven Vandenhaute. In juli 2004 en 2005 presenteert ze Radio Tour. Vanaf dat moment blijft ze geregeld opduiken als presentator van sportprogramma's, bij EK's en WK's voetbal bijvoorbeeld.
Vanaf het najaar van 2004 presenteert ze van maandag tot donderdag van 19:00 tot 20:00 Mekka op Studio Brussel, een cultuurprogramma voor jongeren.

## Radio 1 en VRTNWS
In 2007 stapt ze van Studio Brussel over naar Radio 1, waar ze eerst het cultuurprogramma Mezzo presenteert en van 2010 tot 2013 het praatprogramma Joos. De stop van dat programma kan op heel wat media-aandacht en protest rekenen. 
Joos maakt daarna het vierdelige programma Studio de stad op Canvas. 
Sinds april 2015 werkt ze voor VRTNWS en is ze een van de presentatoren van het radioprogramma De wereld vandaag. Vanaf september 2020 neemt ze om en om met Leen De Witte De ochtend voor haar rekening. Dat doet ze samen met Benedikte Coussement.

## Privé
Ruth Joos woont met haar geliefde en hun twee kinderen in Antwerpen.
Ze is de zus van voetbalcommentator Filip Joos en is zelf supporter van Beerschot.